# Bánk bán (film, 1914)
A Bánk bán 1914-ben készült, 1915-ben bemutatott némafilm, amely Katona József azonos című drámája alapján készült, a forgatókönyvet Janovics Jenő írta, a filmet Kertész Mihály rendezte. A forgatás 1914 június-júliusában zajlott.

## Szereplők
- Nagy Adorján – II. Endre
- Jászai Mari – Gertrudis királyné
- Kaczér Ibolyka – Béla, a gyermeke
- Kaczér Tibor – Endre, a gyermeke
- Várkonyi Mihály – Ottó herceg
- Bakó László – Bánk bán
- Paulay Erzsi – Melinda
- Kaczér Jánoska – Soma, a kisfiuk
- Fekete Mihály – Mikhál bán
- Hetényi Elemér – Simon bán
- Szakács Andor – Petur bán
- Hidvéghy Ernő – Miksa Bán
- Örvössy Géza – egy zászlós úr
- Berky József – Solom mester
- Janovics Jenő – Biberach
- Szentgyörgyi István – Tiborc
- Csapó Jenő – harcos
- Némedy Mátyás – harcos
- szentbenedeki parasztok – a galiciai hadjárat harcosai
- 30 hóstáti legény – a királyt üdvözlő bandérium

## Külső forgatási helyszínek
- Szentbenedek, gróf Kornis XIII. században épült kastélya
- Tábor hegy, Szamosújvár (II. Endre visszavonulása)
- a kolozsvári gazdasági tanintézet területe Kolozsvár határában
- a forgatás céljaira ácsolt erdei lak, amelyet később felgyújtottak